# Matidias tempel
Matidias tempel (latin: Templum Matidiae) var ett tempel på centrala Marsfältet i antikens Rom. Det uppfördes åt den gudaförklarade Salonia Matidia, mor till Vibia Sabina, och svärmor till kejsar Hadrianus. Templet var beläget strax nordost om Pantheon, ungefär där nu kyrkan Santa Maria in Aquiro är belägen.
Lämningar efter Matidias tempel finns att beskåda vid Vicolo della Spada d'Orlando.